# Ezeritas
Ezeritas (em grego clássico: Ἐζερῖται; romaniz.: Ezeritai) é uma tribo eslava que se assentou na região da Grécia meridional na Idade Média.

## História
Eslavos meridionais (esclavenos) se assentaram por toda a região dos Balcãs após o colapso da defesa bizantina na fronteira do rio Danúbio no início do século VII, com alguns grupos chegando até a região do Peloponeso. Destes, apenas dois grupos são conhecidos pelo nome através de fontes posteriores, os ezeritas e os melingos, ambos tendo se assentado nas encostas do monte Taigeto. Os ezeritas aparentemente se fixaram numa região conhecida como Helos (grego para "pântano"), de onde o nome da tribo deriva (ezero em eslavo meridional significa "lago").
Os ezeritas foram mencionados na Sobre a Administração Imperial, do imperador bizantino Constantino VII Porfirogênito (r. 945–959), que relata que eles pagaram um tributo de 300 nomismas de ouro. Constantino conta ainda que eles se rebelaram juntamente com os melingos durante o reinado de Romano I Lecapeno (r. 920–945), mas foram derrotados e obrigados a pagar o tributo em dobro por conta disso. Eles não são mais mencionados, exceto por uma referência a um "bispado de Ezera" na região, datando de 1340.